# Museo dell'automobile di Torino
Il Museo Nazionale dell'Automobile (acronimo: MAUTO), attualmente intitolato a Gianni Agnelli (in precedenza al fondatore Carlo Biscaretti di Ruffia), ha sede a Torino ed è considerato tra i più importanti e antichi musei dell'automobile del mondo. Il museo dell'auto è visibile anche su internet tramite un tour virtuale sul sito Google Maps con la funzione Street View.

## Storia

### Dalla fondazione al 1960
Nato come Museo Nazionale dell'Automobile, prende origine da una proposta avanzata durante il congresso indetto dall'Automobile Club di Torino nel 1932, per celebrare i "Veterani dell'Automobile", ovvero coloro che avevano conseguito la patente di guida da almeno 25 anni. Latori della proposta furono due pionieri del motorismo italiano, Cesare Goria Gatti e Roberto Biscaretti di Ruffia, entrambi cofondatori dell'Automobile Club e della FIAT.
Nel 1933 Giuseppe Acutis, presidente dell'Associazione dei Costruttori di Autoveicoli, invitò Carlo Biscaretti di Ruffia e Giuseppe di Miceli, allora direttore dell'Automobile Club di Torino, ad organizzare una Mostra retrospettiva nell'ambito del Salone di Milano, per sondare l'interesse degli appassionati in vista di eventuali sviluppi.
Carlo Biscaretti era stato fin da giovanissimo a fianco del padre Roberto, dedicando alla passione per i motori tutta la sua attività di artista, tecnico e giornalista. Riuscì così ad ottenere in prestito una trentina di vetture che furono presentate al Salone, sollevando grande interesse nel pubblico.

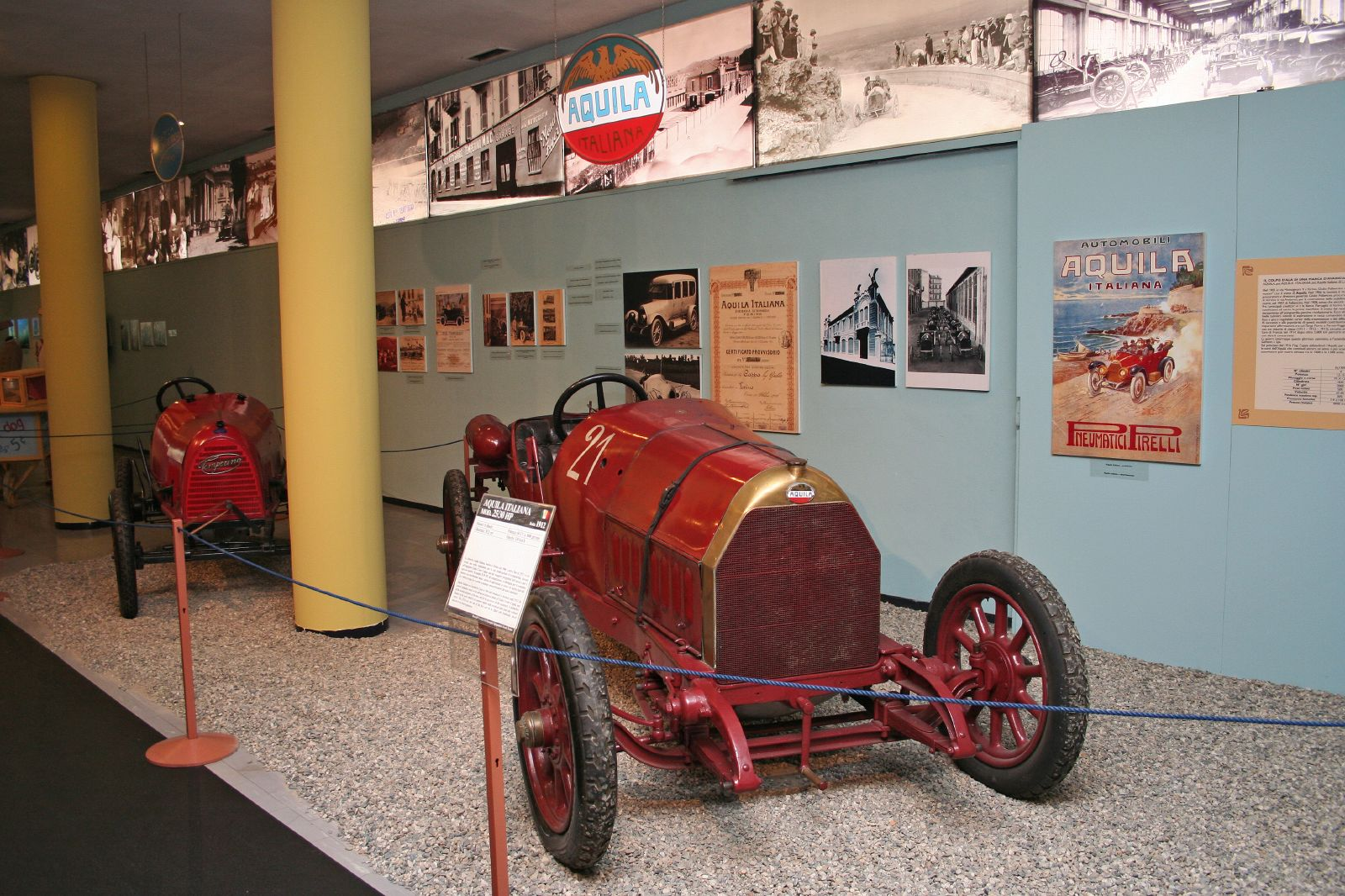
Un'Aquila Italiana e una Temperino custodite dal museo in un'installazione antecedente al restauro

Il 19 luglio 1933 la Città di Torino deliberò di fondare il museo, nominando un apposito comitato promotore ed ottenendo l'approvazione del Capo del Governo, Benito Mussolini, che personalmente impose la denominazione "Museo Nazionale dell'Automobile". Pochi giorni dopo, il podestà di Torino, Paolo Thaon di Revel, affidò a Carlo Biscaretti l'incarico di "ordinatore provvisorio", che sarebbe durato vent'anni. Il problema principale era trovare una sede adatta. Le acquisizioni vennero concentrate inizialmente in un magazzino di via Andorno, nella ex Fabbrica Aquila Italiana (la collezione avrebbe poi cambiato indirizzo altre quattro volte prima di approdare a quello definitivo di corso Unità d'Italia) finché nel 1938 si giunse al trasferimento del materiale esistente, costituito ormai da un centinaio di vetture e telai, una biblioteca e un archivio, nei locali ricavati sotto le gradinate dello stadio comunale, aperti ufficialmente al pubblico nel maggio 1939. La sistemazione non era però molto funzionale. Gli ambienti erano inadatti, con sbalzi di temperatura che scoraggiavano l'affluenza dei visitatori e danneggiavano i materiali.
Durante la seconda guerra mondiale la collezione rimase pressoché intatta sia durante i bombardamenti sia durante la successiva presenza delle truppe alleate, ma la biblioteca e l'archivio andarono in parte distrutti o dispersi. Dopo il conflitto, si ritornò a parlare di una nuova sistemazione e di una strutturazione definitiva dell'ente. L'Associazione dei Costruttori cominciò ad interessarsi del museo e nel luglio 1955 decise di promuovere la costruzione una nuova sede. Il terreno fu trovato in corso Unità d'Italia, di proprietà del Comune di Torino; i finanziamenti furono assicurati dalle fabbriche di automobili e dalla famiglia Agnelli, alle quali si aggiunsero presto le case di pneumatici, le compagnie petrolifere, le banche cittadine ed altri enti.

### Dal 1960 al 2011

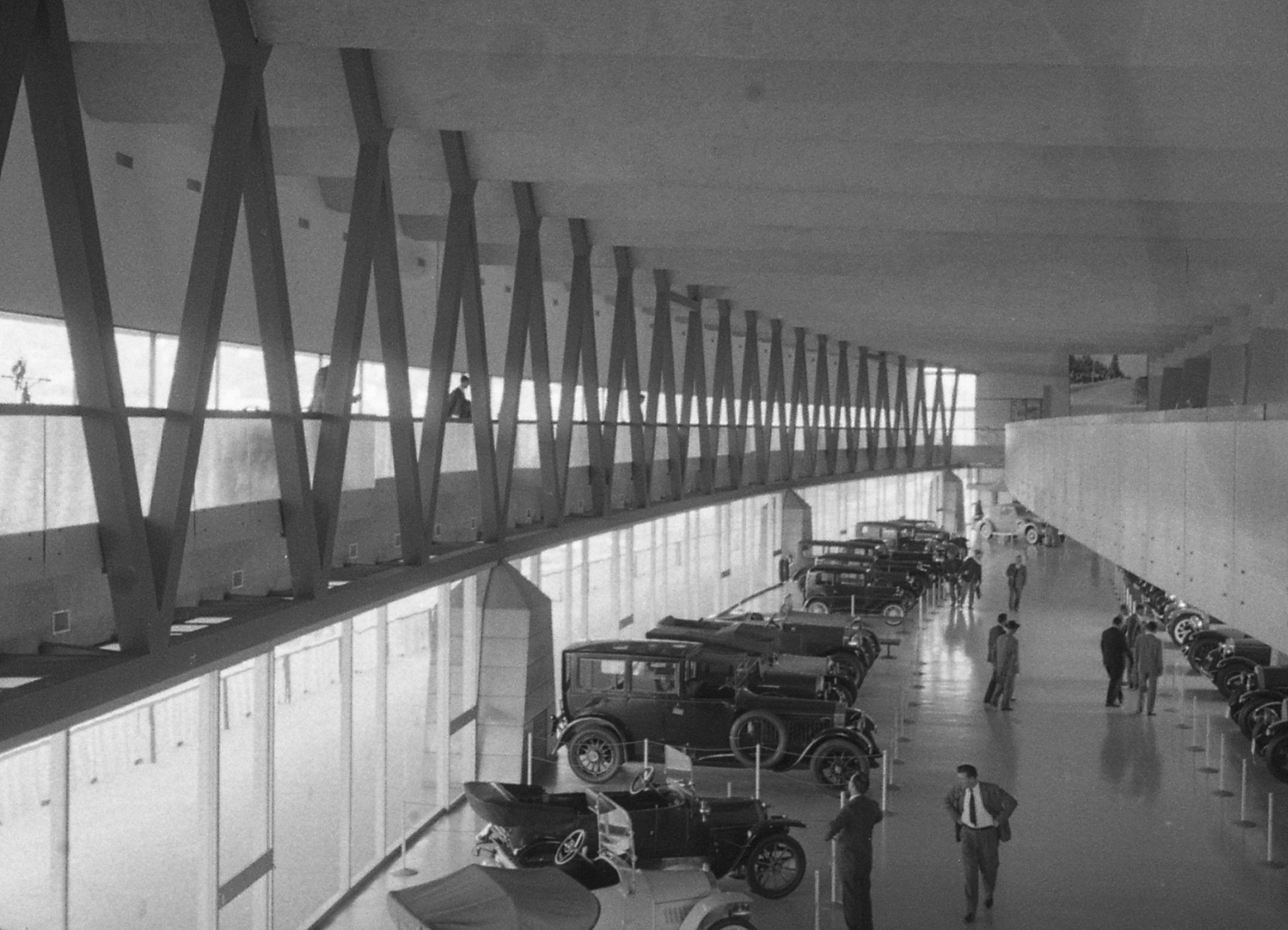
Interni del museo fotografati da Paolo Monti nel 1961 (Fondo Paolo Monti, BEIC)

Mentre cominciavano i lavori per la costruzione, l'Ente venne rifondato e rinominato "Museo dell'Automobile", con rogito notarile del 22 febbraio 1957, poi riconosciuto con decreto del presidente della Repubblica l'8 ottobre dello stesso anno. Carlo Biscaretti di Ruffia fu nominato presidente del consiglio di amministrazione. Alla sua morte, avvenuta nel settembre 1959, il consiglio deliberò all'unanimità che l'istituzione portasse il suo nome, a ricordo del suo impegno per la costruzione del museo. Il museo fu solennemente aperto al pubblico il 3 novembre 1960 poco prima di Expo 1961. Nel corso della sua storia, il museo si è arricchito di nuove sezioni: il centro di documentazione e la biblioteca. Nel 1975 la biblioteca ed il centro si sono notevolmente arricchiti di libri, documenti originali e fotografie, grazie al lascito Canestrini.

### Dal 2011 ad oggi

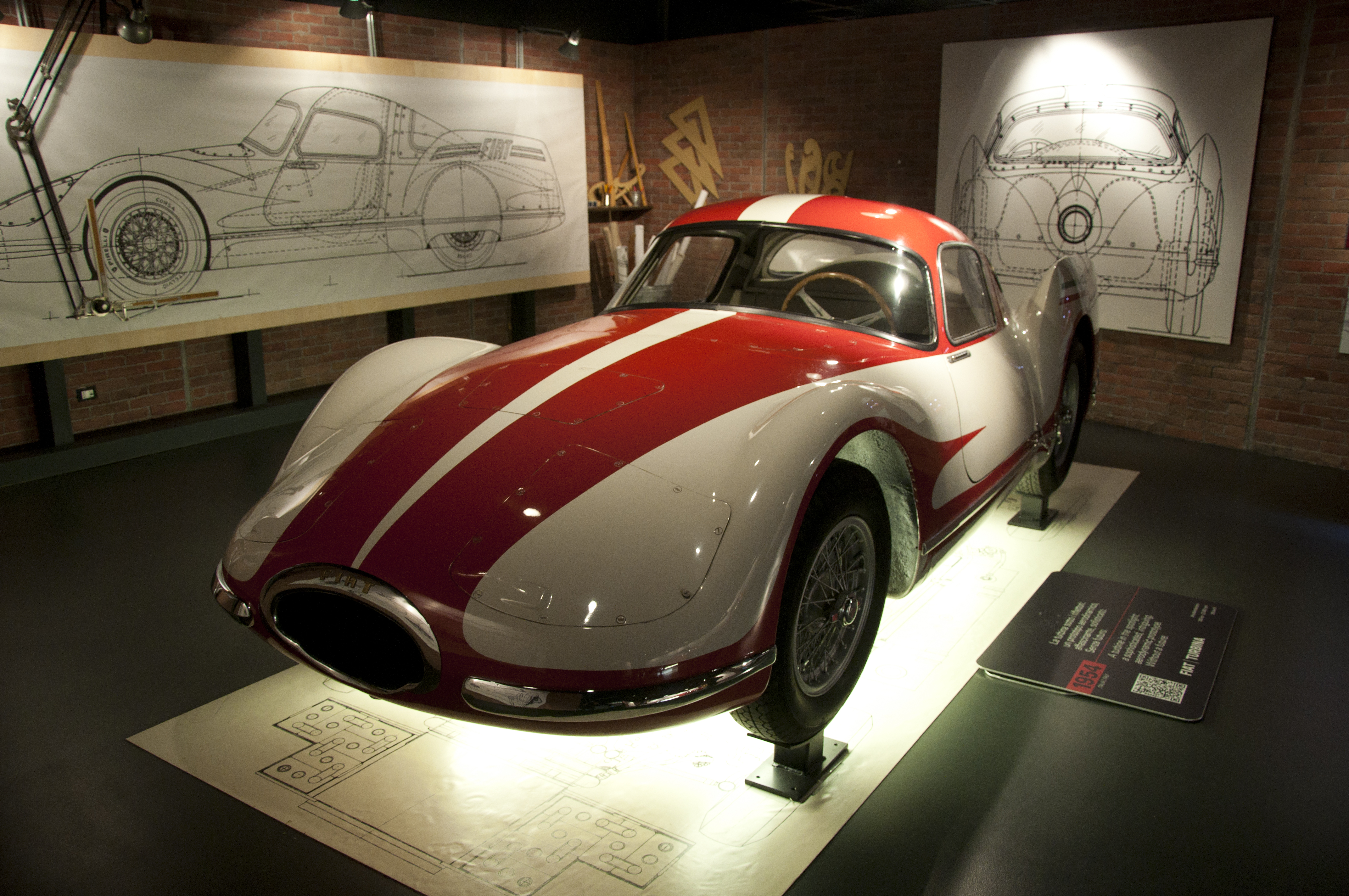
L'unica esistente Fiat Turbina del 1954 nel percorso espositivo rinnovato

Negli ultimi anni sono diventati sempre più evidenti i limiti dell'edificio, soprattutto per la mancanza di spazi espositivi, ormai saturi. Nel 2003 viene approvata la ristrutturazione del museo da parte della Città di Torino e il 10 aprile 2007 il museo viene chiuso al pubblico per avviare un grande processo di ristrutturazione che lo riguarderà per 3 anni fino al 19 marzo 2011. Oltre che ad una ristrutturazione dell'edificio e dei suoi spazi interni, sia espositivi che di servizio, in accordo con la Città di Torino viene sensibilmente rivista anche l'organizzazione dell'ente, che viene rifondato. La nuova struttura si presenta quindi completamente rivista sia nella sua organizzazione amministrativa sia negli spazi interni ed esterni; l'area che circonda l'edificio viene rivalutata e all'edificio stesso viene aggiunto un nuovo corpo dal volume superiore a quello preesistente. Gli spazi interni hanno ricevuto un completo rivolgimento dell'allestimento e del percorso espositivo. La collezione viene integrata da ambientazioni e installazioni interattive e viene divisa in tre parti distinte, una per ogni piano. Il quartiere inoltre viene rivalorizzato dal museo stesso con una serie di attività complementari che fanno vivere il Museo dell'Automobile a tutte le ore del giorno e della sera; diventando un elemento trainante del rinnovo urbano del quadrante sud della città.
Il 19 marzo 2011, durante le celebrazioni del 150º anniversario dell'Unità d'Italia in corso in città, alla presenza del presidente Giorgio Napolitano che dopo aver visitato il museo ha dichiarato: "Arte e industria sono la nostra forza", il museo ha riaperto i battenti al pubblico, presentando il nuovo allestimento. Al momento dell'inaugurazione, oltre al presidente Giuseppe Alberto Zunino la nuova gestione era composta anche dal direttore Rodolfo Gaffino Rossi, e dal Consiglio di Amministrazione composto da un rappresentante di Regione Piemonte, Comune di Torino, Provincia di Torino, Automobile Club d'Italia e da Fiat, il progetto di ristrutturazione architettonico è stato finanziato dal Comune di Torino, mentre quello museografico è stato finanziato da Regione Piemonte, Provincia di Torino, Automobile Club d'Italia, Camera di Commercio di Torino, Compagnia di San Paolo e Fondazione CRT. Il presidente è l'architetto Benedetto Camerana, mentre il direttore è Lorenza Bravetta. Il museo dopo i primi 30 giorni dalla sua riapertura ha ricevuto 40.000 visitatori, 9.200 solo nel primo fine settimana. Il MAUTO ha chiuso il 2024 registrando, in termini di ingressi, il migliore risultato di sempre con 388.222 visitatori. 

## Il museo

### L'edificio

#### 1960

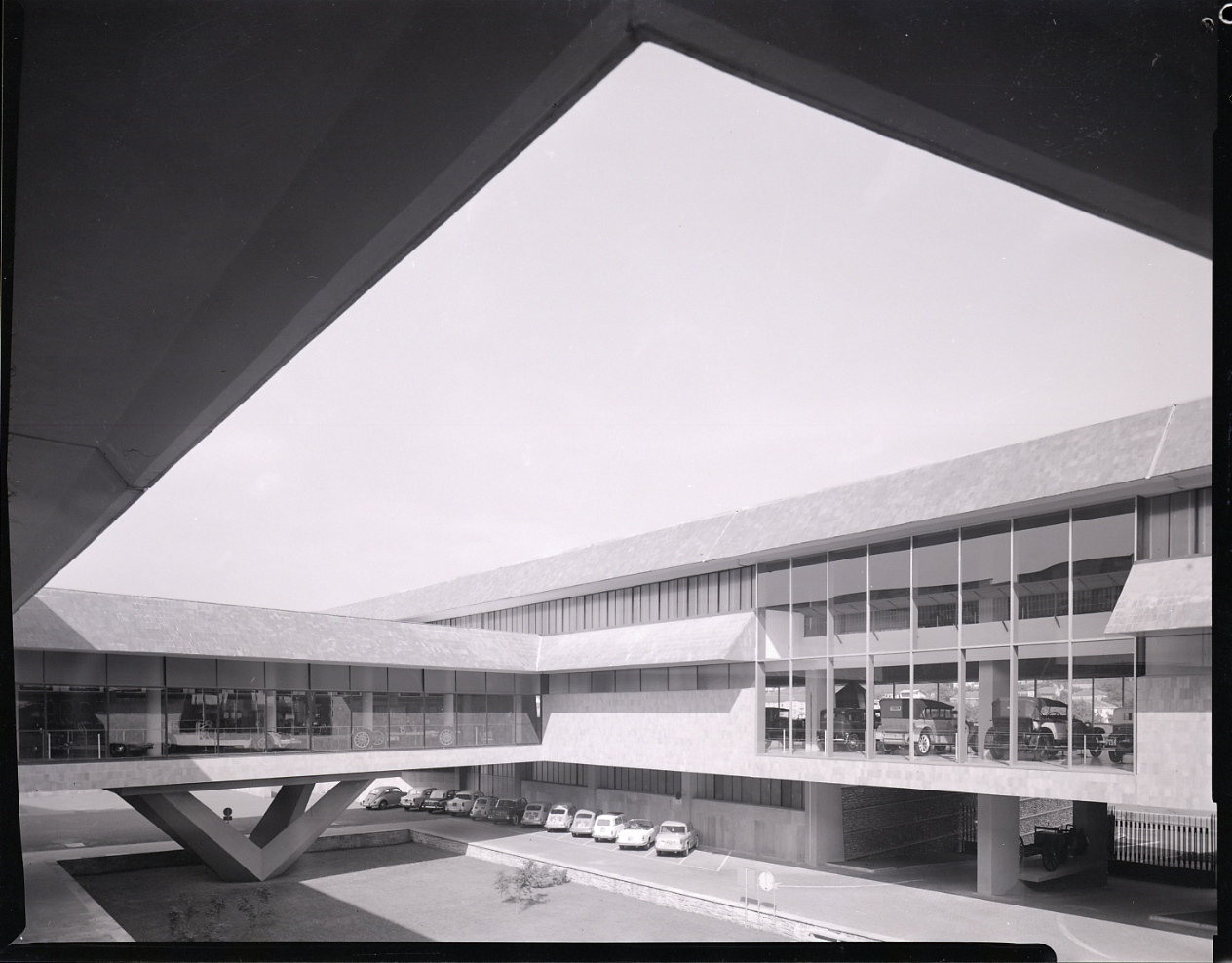
L'edificio del museo fotografato da Paolo Monti nel 1961

La sede che sorge sulla sponda sinistra del Po a poca distanza dal Lingotto, dal 1960 ospita il Museo dell'Automobile di Torino ed è tra i pochi edifici costruiti appositamente per ospitarvi la collezione di un museo e rappresenta anche un esempio particolare di architettura moderna. Il progetto è opera dell'architetto Amedeo Albertini, autore, a Torino, anche del palazzo SAI, dello stabilimento Lavazza, e degli uffici RIV; le strutture in cemento armato furono calcolate dall'ingegnere Ivailo Ludogoroff. Furono due i fattori presi in considerazione per l'avvio del progetto: la posizione panoramica verso il fiume Po e la collina, ed il particolare carattere del materiale da esporre che non si adattava ad un ambiente raccolto e delimitato ma che evocava già di per sé il concetto di grandi spazi.
L'edificio, nel suo progetto originale del 1960 è caratterizzato quindi da un'imponente facciata rivestita in pietra, di forma convessa sviluppata in lunghezza, che dà l'illusione di essere sospesa su una vetratura sottostante; in verità la facciata è retta da una grossa trave in ferro dal peso di 60 tonnellate e appoggia su quattro grossi pilastri in acciaio inossidabile e calcestruzzo. Tutto l'edificio era stato edificato sopra una collina artificiale ed era costituito da un volume principale largo quanto la facciata ma che tendeva a ridursi mentre si inoltrava verso l'interno della collina. Da questo edificio due moduli laterali sospesi andavano a collegarsi ad un secondo edificio che aveva circa la stessa volumetria del primo e creavano quindi un giardino d'inverno nel cortile interno del museo. Al secondo blocco quindi si staccava (posteriormente spostato di lato) un terzo volume, dalle caratteristiche molto industriali, lucernari sul tetto e mattone a vista, che slanciava la pianta dell'edificio creando una piccola "coda". Una delle caratteristiche più originali è la soluzione di sostentamento delle maniche di collegamento, tra i fabbricati principali e quelli trasversali, che si presentano con un'originale geometria a "V".

L'edificio del museo fotografato da Paolo Monti nel 1961
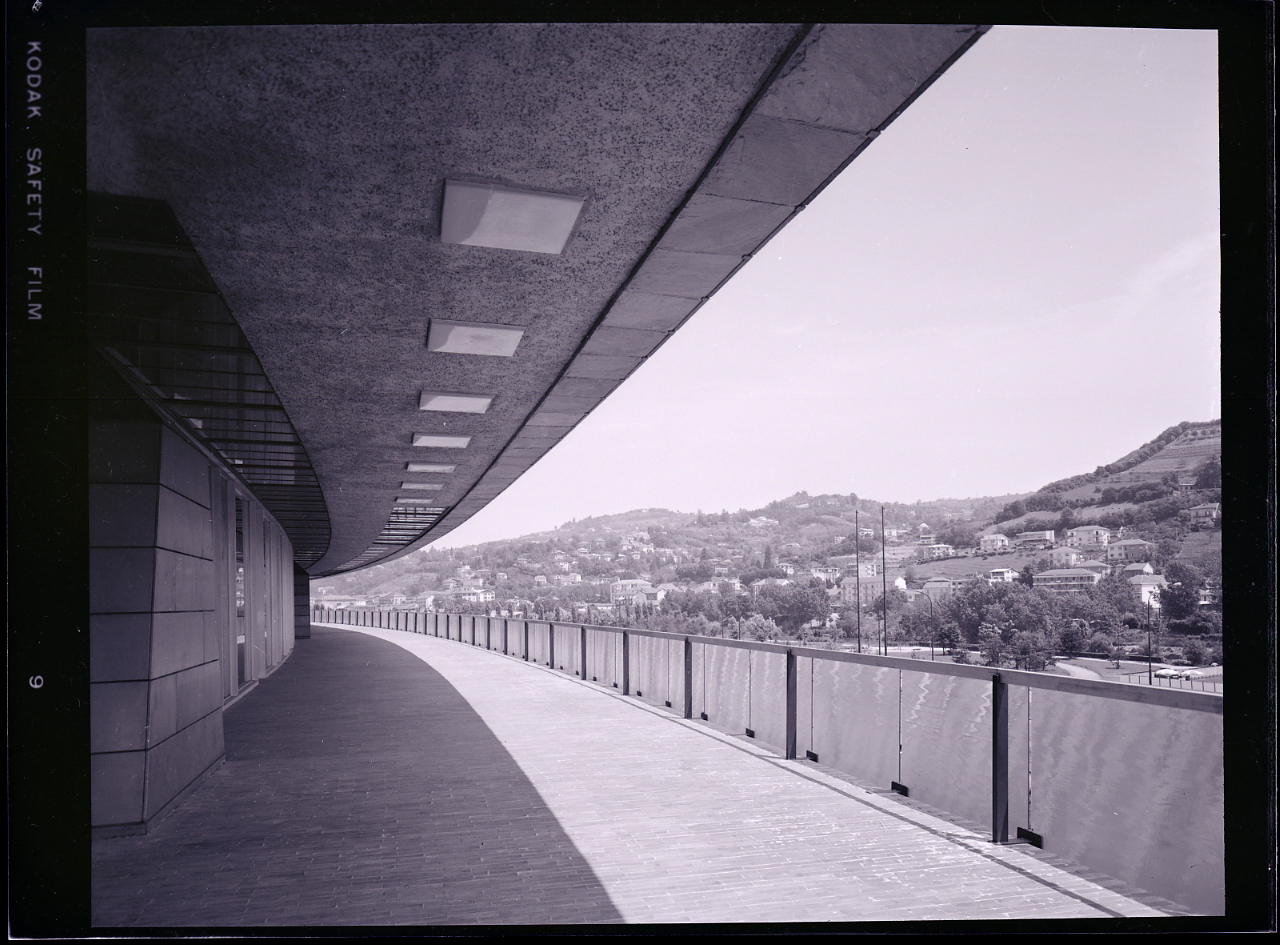
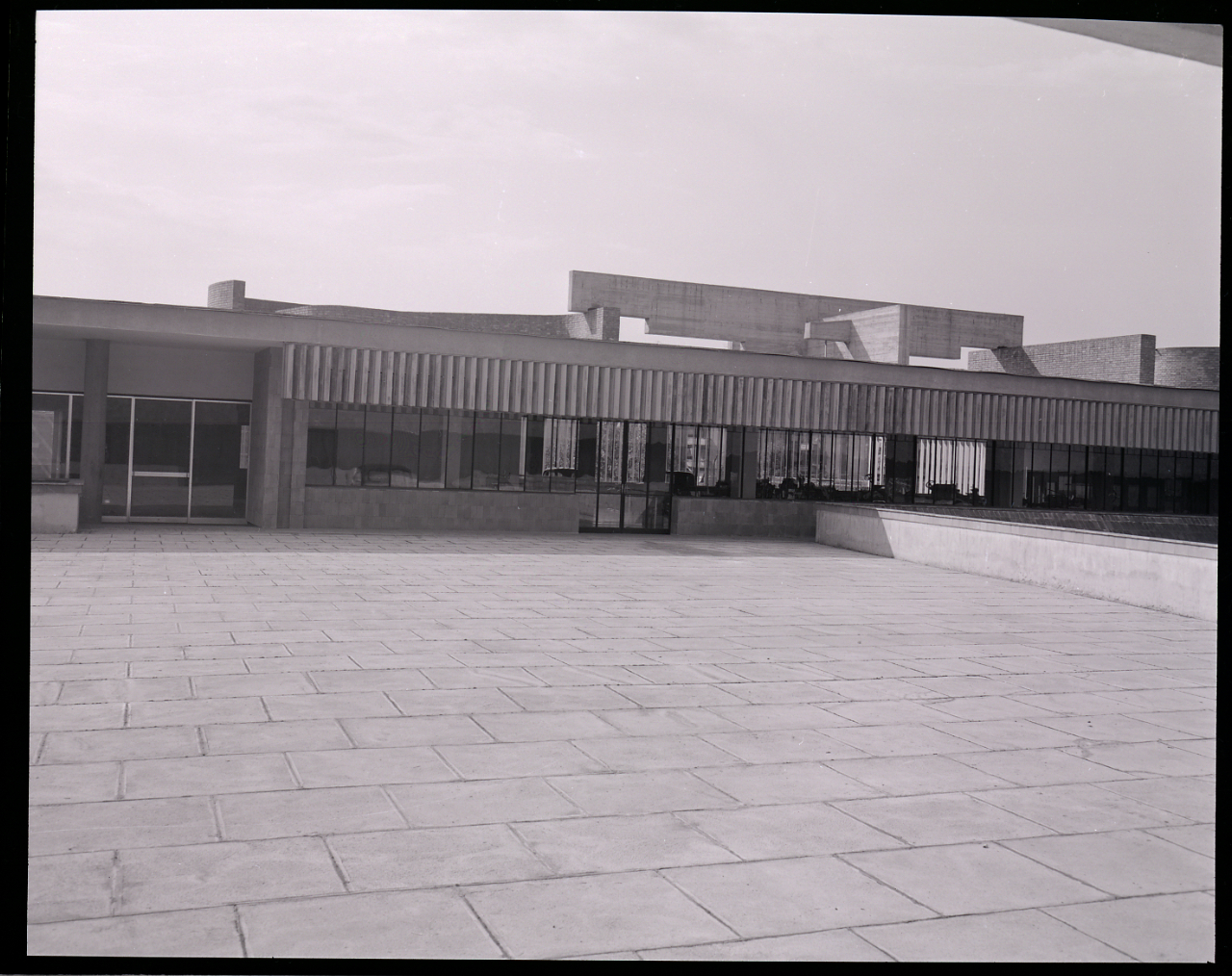
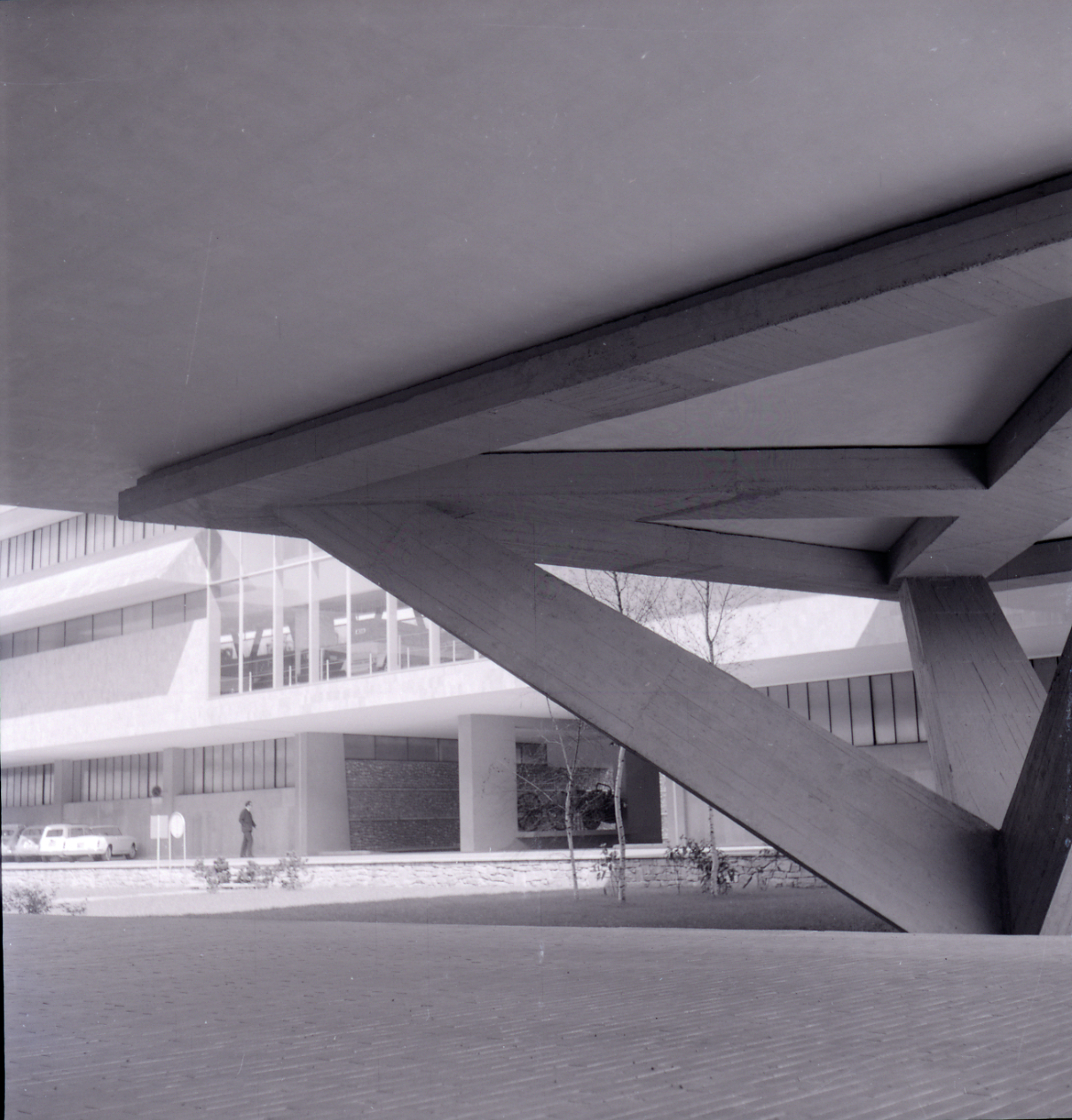
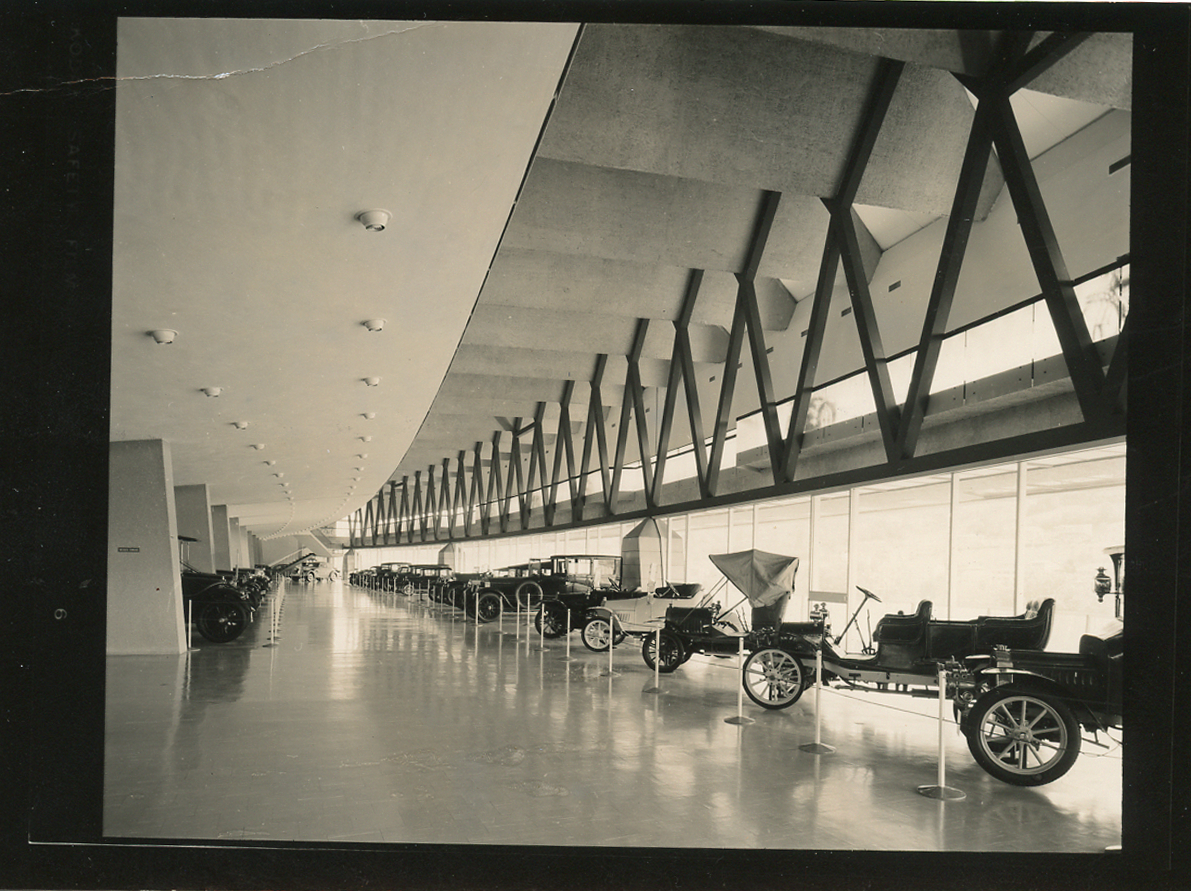

#### 2011

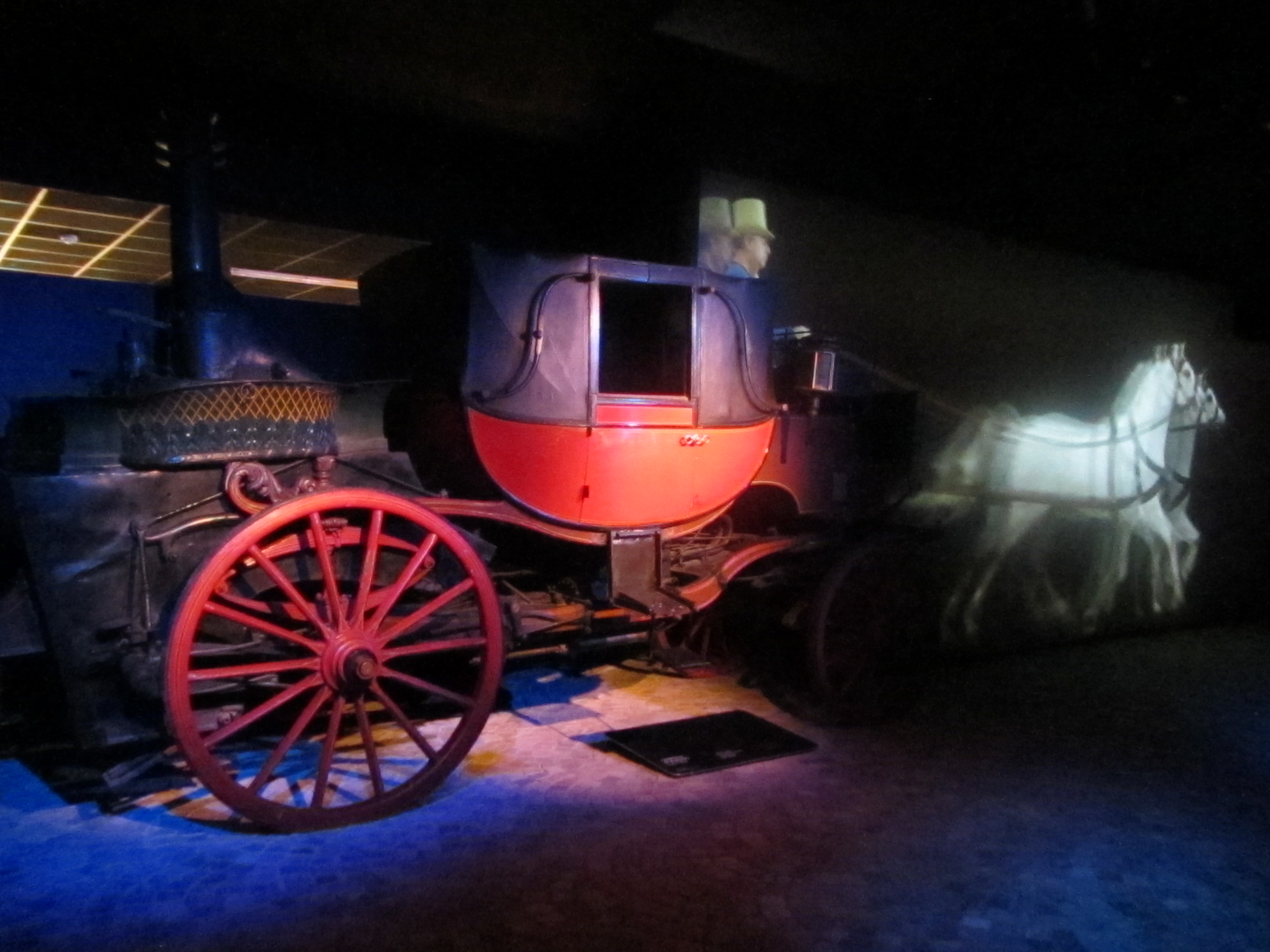
La carrozza di Bordino in una suggestiva illustrazione dove i cavalli "spariscono" sostituiti dal motore a vapore.

Nel 2011 la sede del museo viene riaperta dopo una corposa ristrutturazione che ha riguardato quasi tutte le parti dell'edificio originale, mantenendole intatte ma pesantemente rivisitate al loro interno. All'edificio originale viene aggiunto un nuovo edificio, il livello della collina viene abbassato e viene quindi modificata la modalità di accesso all'edificio per chi viene dalla strada. Viene aggiunto dello spazio interrato adibito ad ospitare le vetture della collezione non esposte nel museo vero e proprio e la scuola di restauro. Il cortile interno viene trasformato in una grande sala chiusa da una copertura volta a massimizzare l'illuminazione da parte del sole. Lo stile dell'intervento è riconducibile all'architettura high-tech, sia negli esterni, sia negli interni. Tutti i corpi del nuovo edificio vengono rivestiti, solo da un lato, da un nastro laterale staccato dai corpi stessi. La facciata, sebbene abbia ricevuto degli ammodernamenti, è rimasta invariata, così come la "coda" posteriore. In verità gli edifici preesistenti non hanno subito modifiche architettoniche, anche la caratteristica scala principale interna è rimasta inalterata, anche se nel nuovo progetto l'accettazione si trova al ridosso del grande atrio interno dalla quale partono le scale mobili facendo sì che il percorso della mostra inizi dal secondo piano.
L'operazione di ristrutturazione è costata 33 milioni di euro (23 dei quali finanziati dalla Città di Torino che nel novembre 2011 entra tra i soci), 2/3 dei quali sono stati spesi per la ristrutturazione dell'edificio e 1/3 per gli allestimenti interni. La riqualificazione del museo ha portato a quasi il doppio gli spazi utili per le esposizioni: dagli 11.000 metri quadri della struttura precedente agli oltre 19.000 m² di quella attuale. Il bando per la ristrutturazione dell'edificio è stato vinto dall'architetto Cino Zucchi di Milano, la Recchi Engineering di Torino e la Proger di Roma, su un totale di 38 candidati.
Il progetto di allestimento museale è stato ideato dallo scenografo franco-svizzero François Confino con la collaborazione dello Studio LL.TT Cravetto-Pagella Architetti Associati, l'architetto Carlo Fucini e il Light designer canadese François Roupinian.

## La mostra

### Il percorso espositivo

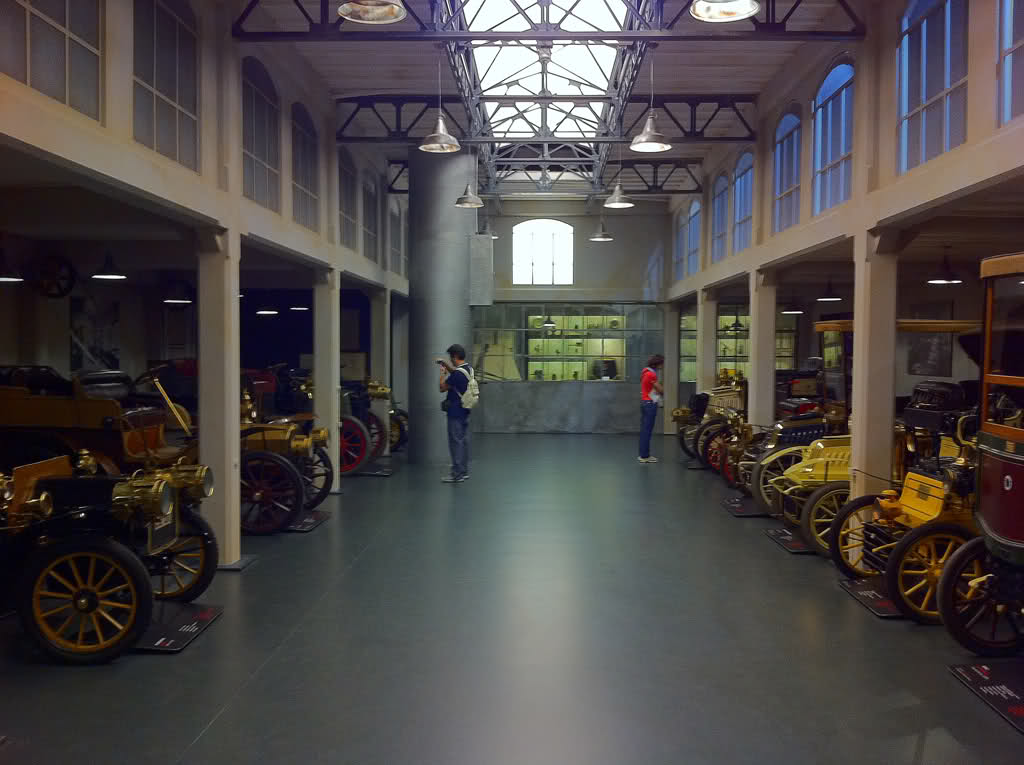
Vetture dei primi del Novecento facenti parte della collezione del museo

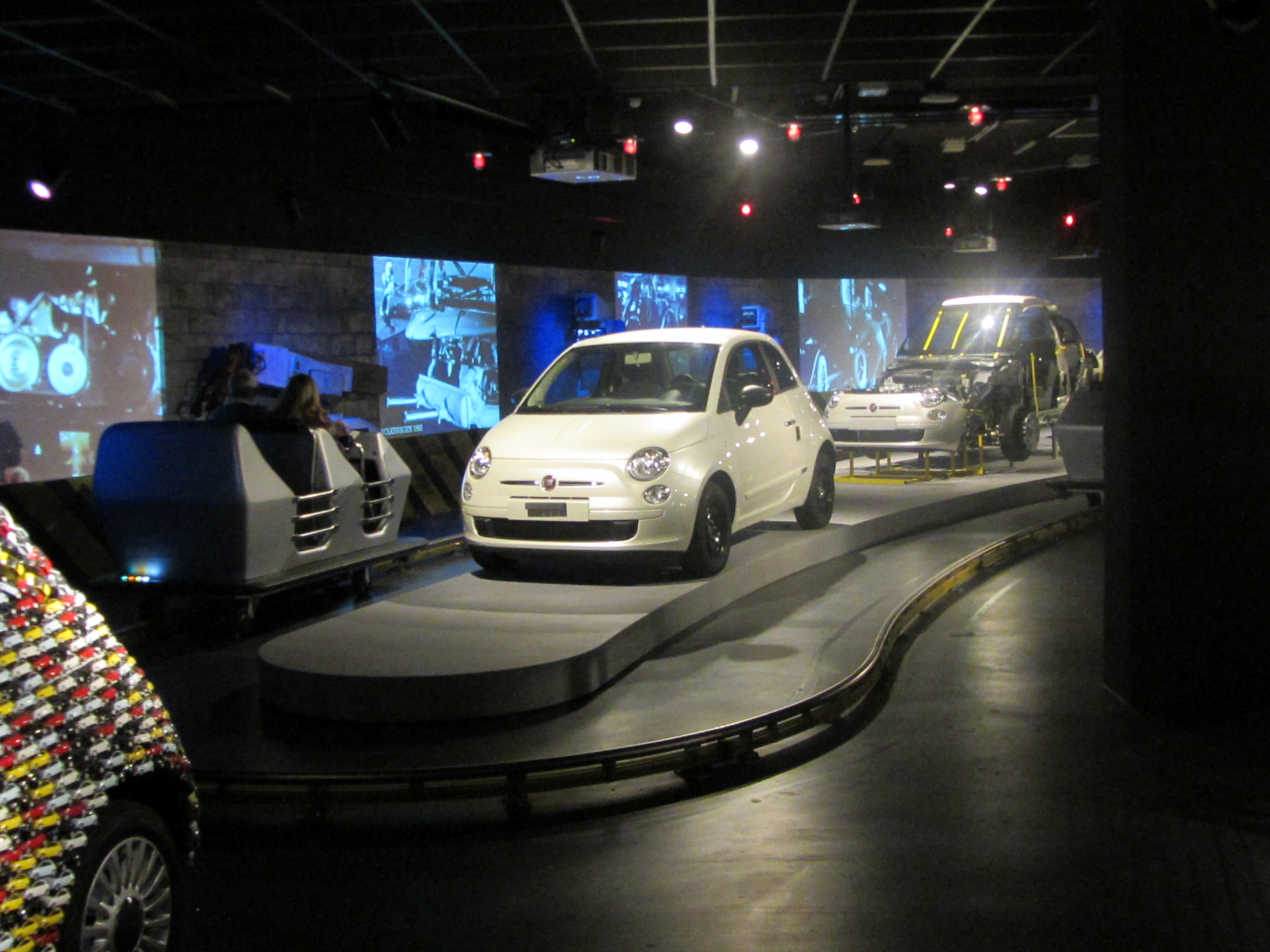
Il percorso automatizzato a bordo di convogli su rotaia per vedere le fasi d'assemblaggio della Fiat 500.

L'esposizione del museo è stata rivista in occasione della ristrutturazione e, in veste completamente rinnovata, riapre al pubblico nel 2011. Le automobili sono disposte in più di 30 sale allestite con scenografie e installazioni dove le vetture vengono contestualizzate. Sebbene la collezione permanente del museo comprenda più di 200 vetture, di queste ne vengono esposte circa 160; le altre vengono conservate nel cosiddetto Garage ricavato nel piano interrato del nuovo edificio (insieme alla Scuola di restauro) e visitabile su esplicita richiesta. Oltre alle vetture della collezione permanente il museo ha pure un'esposizione temporanea, dove espone concept car, modellini o concept sulla mobilità. L'esposizione espone automobili prodotte tra il 1769 e il 1996 (esclusi i concept e le vetture in esposizione temporanea). I modelli esposti sono originali e appartenenti a 80 case automobilistiche. Le vetture esposte quindi vengono distribuite sui tre piani dell'edificio partendo dal secondo piano; per ogni piano la mostra è caratterizzata da una tematica:

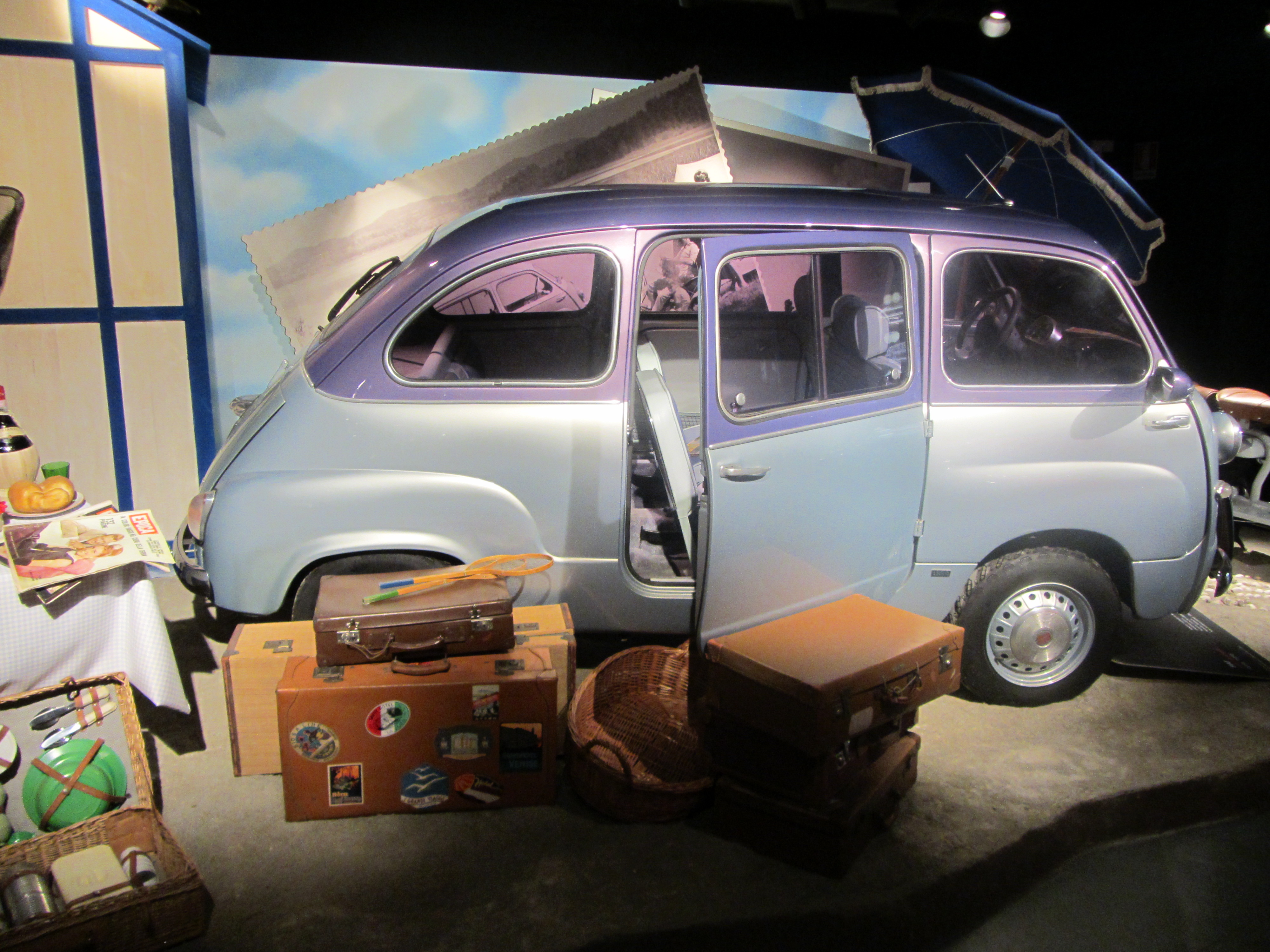
Uno dei tanti allestimenti del museo: una Fiat 600 Multipla auto da viaggio per moltissime famiglie che ha creato il concetto di monovolume.

- L'automobile e il Novecento: Questa sezione della mostra parla della storia dell'automobile.
- L'uomo e l'automobile: Al primo piano della struttura viene trattato il rapporto fra uomo e l'automobile.
- L'automobile e il design: Nell'ultima sezione del percorso espositivo viene trattato il rapporto che c'è fra l'automobile e il disegno industriale.

### Il centro documentazione
Il centro di documentazione (al quale è dedicata un'area di 800 m² progettata dallo Studio LL.TT) raccoglie al suo interno documenti relativi all'auto. Anche il centro è diviso in sezioni, che riflettono la suddivisione tematica della biblioteca: storia delle fabbriche, biografie, storia delle corse, storia della tecnica, veicoli industriali, carrozzieri italiani e stranieri, saloni dell'automobile, musei dell'automobile. La biblioteca raccoglie circa 7000 testi. È divisa in sette sezioni (storia della locomozione, storia delle marche, delle corse, della tecnica, biografie, circolazione e traffico, economia e varie). All'interno del centro di documentazione è presente anche un'emeroteca.

### Il "Garage" e la "Scuola di restauro"

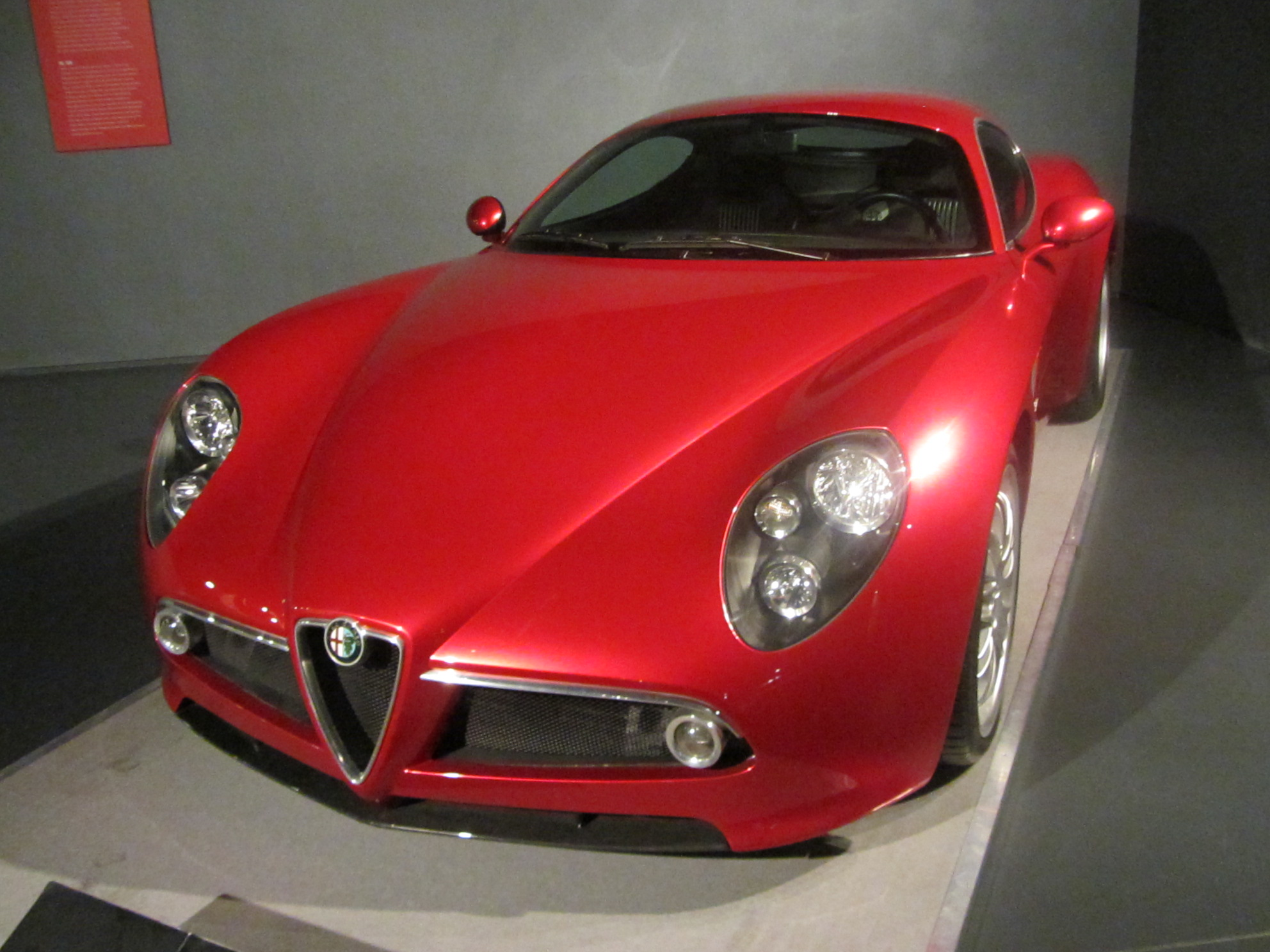
Una Alfa Romeo 8C Competizione esposta al museo

Nel piano interrato, creato insieme al nuovo edificio grazie al restauro del 2011, è presente, in un'area di circa 2000 m², il cosiddetto Garage dove vengono conservate il patrimonio del museo non esposto. Queste auto non fanno parte della collezione permanente del museo per motivi logistici. Le auto di questa sezione vengono inserite a rotazione negli anni. Insieme a questa sala il piano interrato ospita anche la Scuola di restauro dove vengono restaurate le vetture per poi essere esposte.

## La collezione
La collezione permanente del museo conta circa 200 vetture, più alcuni telai e circa una ventina di motori. Le vetture sono di circa 80 marche diverse (molte di queste scomparse) in rappresentanza di dieci paesi (Italia, Belgio, Gran Bretagna, Germania, Paesi Bassi, Francia, Polonia, Spagna, Russia e Stati Uniti d'America).
Tra le varie auto sono presenti anche vetture da competizione e monoposto di formula uno come la Ferrari F310 di Michael Schumacher del 1996, la monoposto Alfa Romeo 179B o la 155 V6 TI famosa per aver dominato nel DTM sin dal suo primo anno di partecipazione.

### Mezzi presenti
- 1769 - Carro di Cugnot (riproduzione in scala 7/10)
- 1854 - Carrozza di Bordino
- 1891 - Pecori 1891
- 1892 - Peugeot Type 3
- 1893 - Benz Viktoria
- 1896 - Bernardi 3,5 HP
- 1898 - Benz 3HP Velo
- 1899 - Fiat 3 ½ HP
- 1899 - La Jamais Contente
- 1899 - Panhard & Levassor B1
- 1899 - Renault 3 e 1/2 HP
- 1899 - Benz 8 HP Break
- 1901 - Ceirano 5 HP
- 1901 - Fiat 8 HP
- 1901 - Fiat 12 HP
- 1902 - Darracq 9,5 HP
- 1903 - Florentia 10 HP
- 1903 - De Dion-Bouton 8 HP
- 1903 - Fiat 16-20 HP
- 1904 - Oldsmobile Curved Dash Runabout
- 1905 - Fiat 24-32 HP
- 1906 - Fiat 24-40 HP
- 1907 - Pope C/60 V
- 1907 - Fiat 130 HP Grand Prix
- 1907 - Itala 35/45 HP "Pechino-Parigi"
- 1907 - De Dion-Bouton BG
- 1908 - Brixia-Züst 10 HP
- 1908 - Fiat 18-24 HP
- 1908 - FIAL Tipo A 6/8 HP
- 1908 - REO Runabout
- 1909 - STAE Vetturella elettrica
- 1909 - Isotta Fraschini AN 20/30 HP
- 1909 - Itala 35/45 HP "Palombella"
- 1910 - Renault AG-Flacre Paris
- 1911 - Fiat Tipo 4
- 1911 - Bedelia 8HP
- 1912 - Fiat Zero
- 1912 - Opel 5/12 HP
- 1912 - Itala 25/35 HP
- 1912 - Aquila Italiana 25/30 HP
- 1913 - Delage AB-8
- 1914 - Storero A 25/35 HP
- 1914 - Fiat S 57/14 B
- 1914 - Rolls-Royce 40/50 HP
- 1914 - Lancia Theta
- 1916 - Renault 12 HP
- 1916 - Ford T
- 1920 - Temperino 8/10 HP
- 1920 - Isotta Fraschini Tipo 8
- 1922 - Citroën Type C3
- 1921 - Fiat 501
- 1922 - OM 469 N
- 1922 - Lancia Trikappa
- 1922 - Chiribiri Milano (telaio)
- 1922 - SPA 23 S
- 1923 - Fiat 519 S
- 1924 - San Giusto 750 (telaio)
- 1924 - Lancia Lambda (telaio)
- 1925 - Itala 11
- 1925 - Diatto 30
- 1926 - Alfa Romeo RL SS
- 1926 - FOD 18 HP (modello unico)
- 1926 - Scat Ceirano 150 S
- 1928 - Maserati Tipo 26 B
- 1928 - Fiat 520
- 1928 - Alfa Romeo 6C 1500 Mille Miglia
- 1929 - Bugatti Type 35B
- 1929 - Fiat 509 A
- 1929 - Isotta Fraschini Tipo 8A S
- 1930 - Ford Model A
- 1930 - Lancia Lambda
- 1931 - Cord L-29
- 1932 - Fiat 508 Balilla
- 1932 - Lancia Augusta
- 1932 - Austin Seven
- 1933 - Bentley 3.5 Litre
- 1934 - Citroën 11 CV
- 1934 - Cattaneo-Trossi
- 1934 - Alfa Romeo 8C 2300
- 1935 - Monaco-Trossi da competizione
- 1936 - Fiat 500 "Topolino"
- 1936 - Mercedes-Benz 500K
- 1937 - Packard Super Eight
- 1938 - Buick Special
- 1941 - Ford Jeep
- 1947 - Cisitalia 202 Spyder Mille Miglia
- 1947 - Cadillac Serie 62
- 1948 - Lancia Aprilia
- 1948 - Cisitalia 202
- 1951 - Tarf
- 1951 - Alfa Romeo 159
- 1952 - Ferrari 500 F2
- 1952 - Alfa Romeo Disco Volante
- 1952 - Volkswagen Maggiolino
- 1953 - Lancia D24
- 1954 - Maserati 250F
- 1954 - Fiat Turbina
- 1954 - Alfa Romeo Giulietta Sprint, mascherone in legno
- 1954 - Alfa Romeo Giulietta Sprint
- 1954 - Mercedes-Benz RW196
- 1955 - Nibbio II
- 1955 - Lancia D50
- 1955 - Fiat 600
- 1957 - GAZ-M20 Pobeda
- 1958 - Fiat 1900 B Gran Luce
- 1958 - Lloyd Alexander TS
- 1958 - Lancia Aurelia B20
- 1958 - ACMA Vespa 400
- 1959 - Autobianchi Bianchina 500
- 1960 - Ferrari 246 F1
- 1961 - Lancia Flaminia presidenziale
- 1962 - Fiat 500D
- 1963 - Ferrari 156 F1
- 1964 - Abarth 2400 Coupé Allemano
- 1965 - Dragster
- 1965 - Alfa Romeo 2600 Touring Spider
- 1966 - NSU Ro80
- 1967 - Autobianchi Primula
- 1968 - Maserati Mexico
- 1969 - Jaguar E-Type 4.2 OTS
- 1972 - Iso Rivolta Lele F
- 1972 - Ferrari 365 GT4 2+2
- 1973 - Syrena L 105
- 1975 - Alfa Romeo 33 TT/12
- 1980 - Ferrari 312 T5
- 1980 - Ferrari 308 GTB Carburatori
- 1981 - Alfa Romeo 179 B
- 1982 - Ferrari 308 GT Turbo
- 1987 - Trabant 601
- 1987 - Phoenix II solare
- 1990 - Ferrari 641 F1
- 1991 - Lancia Delta HF Integrale Evoluzione Martini Racing
- 1995 - Fiat Cinquecento Sporting Kit
- 1996 - Alfa Romeo 155 V6 TI ITC Martini Racing
- 1996 - Ferrari F310
- 2000 - Fiat Ecobasic
- 2004 - Ferrari F2004
- 2007 - Fiat 500
- 2007 - Alfa Romeo 8C Competizione
- 2009 - Alfa Romeo 8C Competizione spider
- 2009 - Fioravanti LF1
- 2010 - Alfa Romeo 2uettottanta

### Galleria d'immagini
Alcune delle auto presenti nella collezione del Museo.

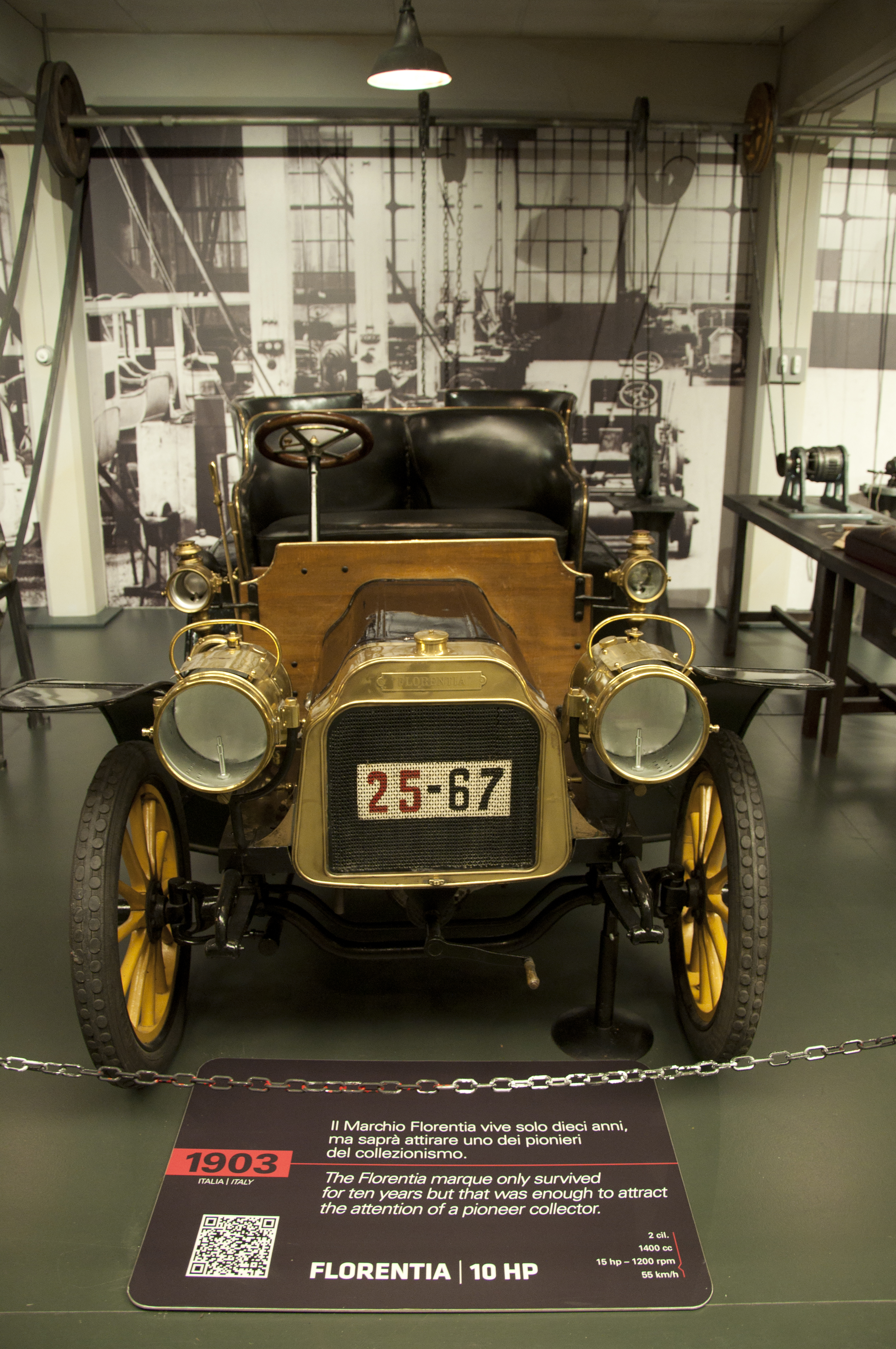
La Florentia 10 HP del Museo
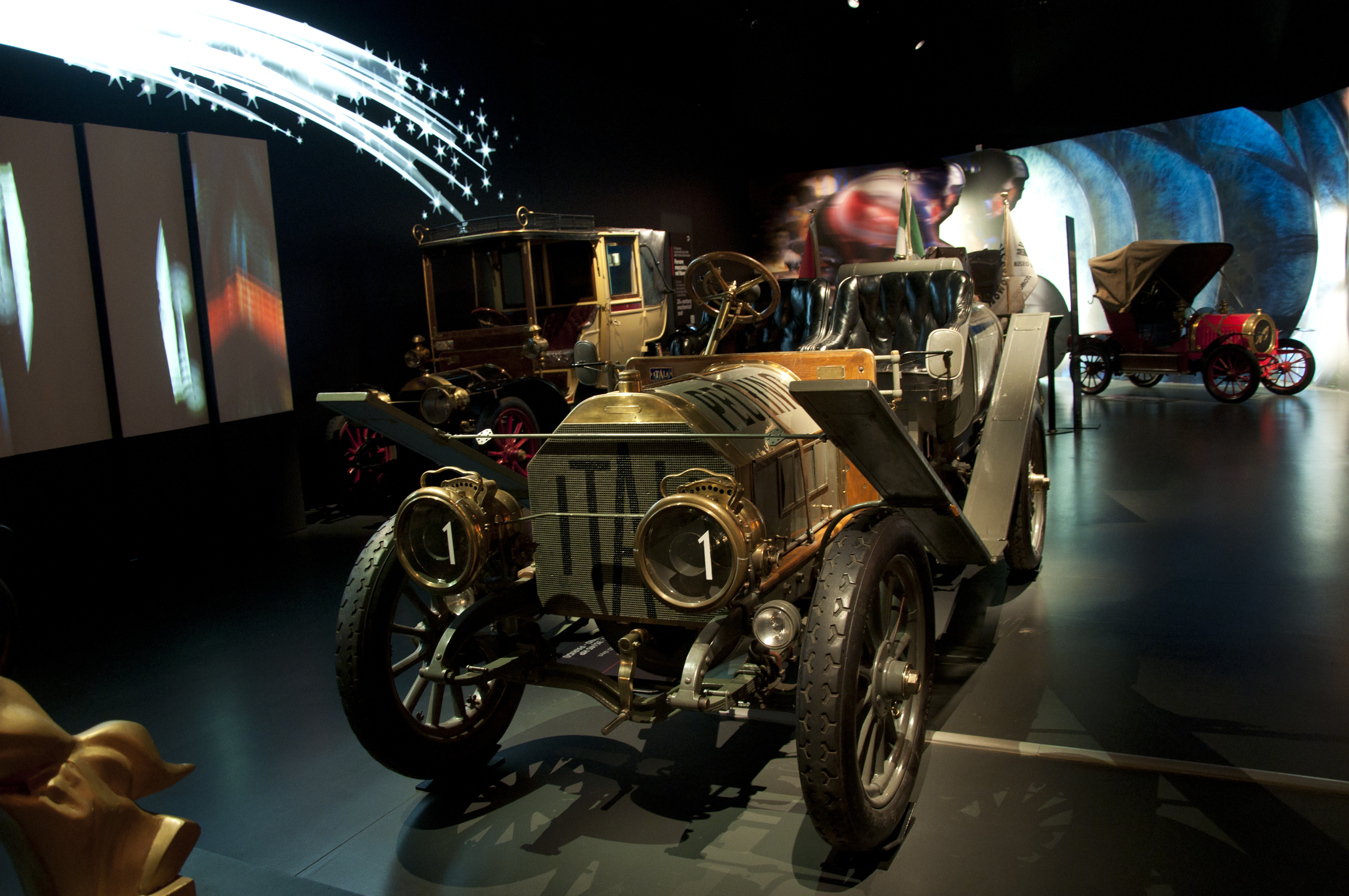
La famosa Itala 35-45 HP vincente al raid Pechino-Parigi nel 1907
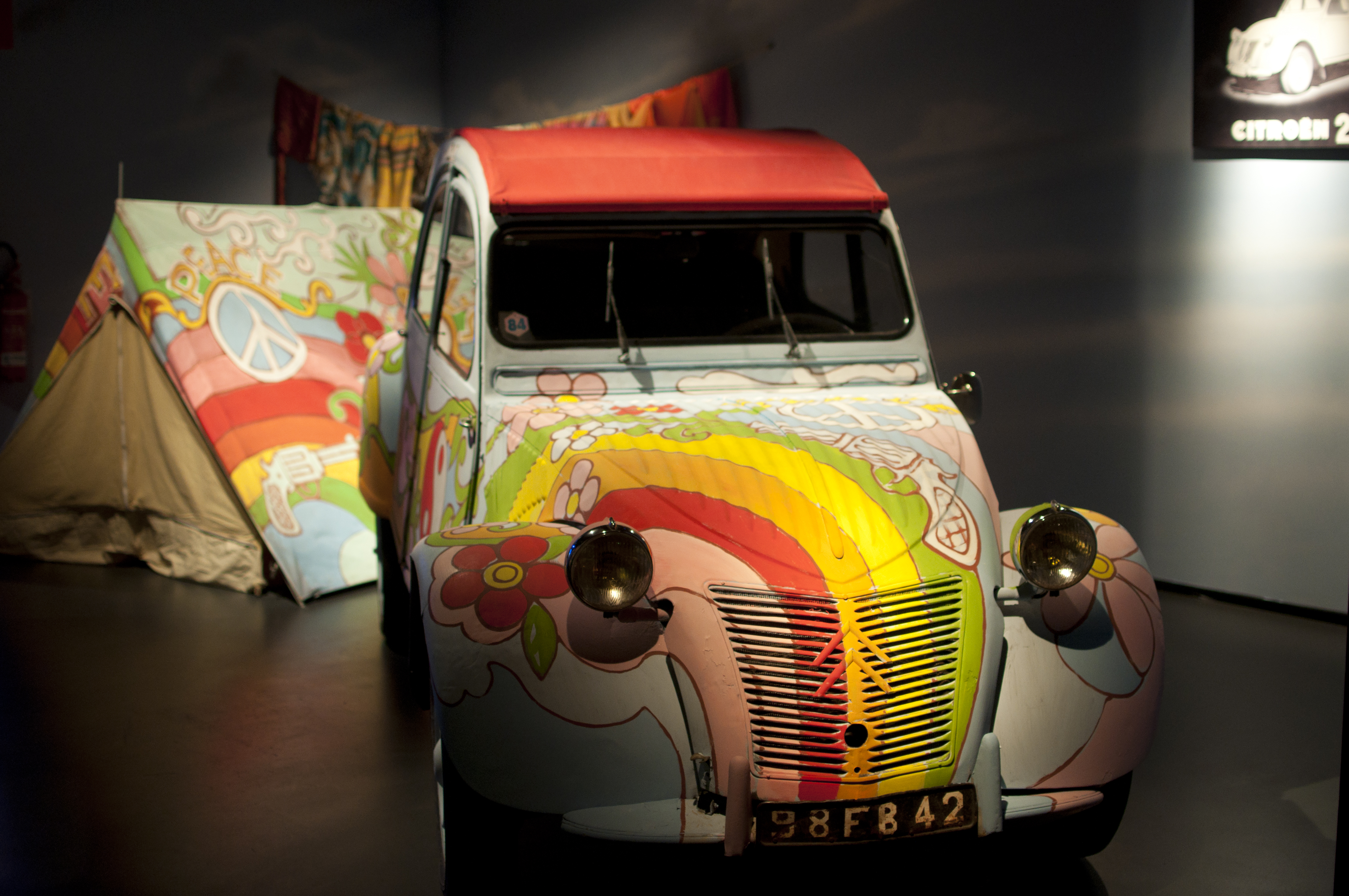
La Citroën 2CV AZ del 1958 in una particolare colorazione Hippie
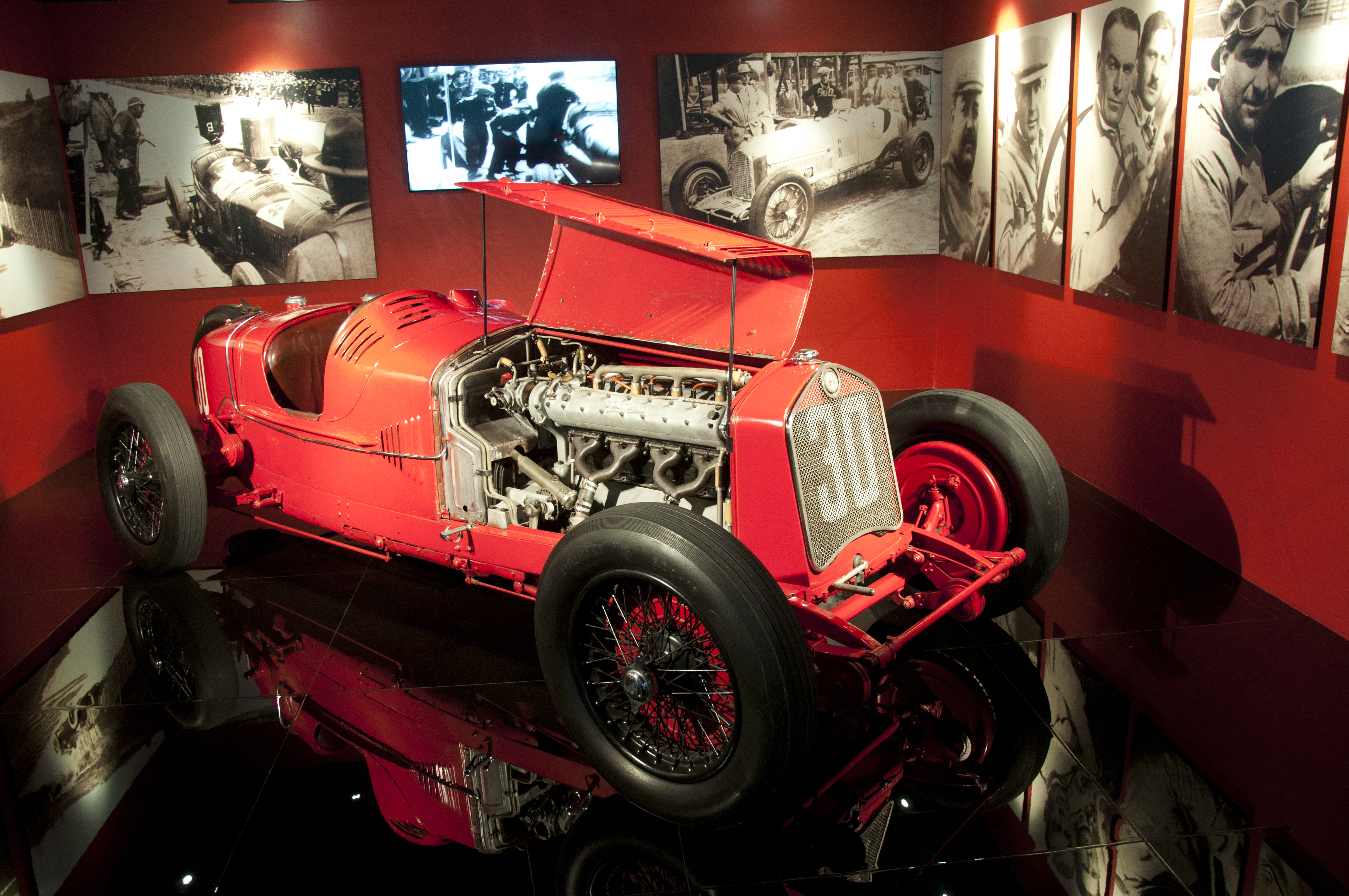
L'unica Alfa Romeo P2-30 esistente rappresenta le vittorie nei Grand Prix prima della seconda guerra mondiale
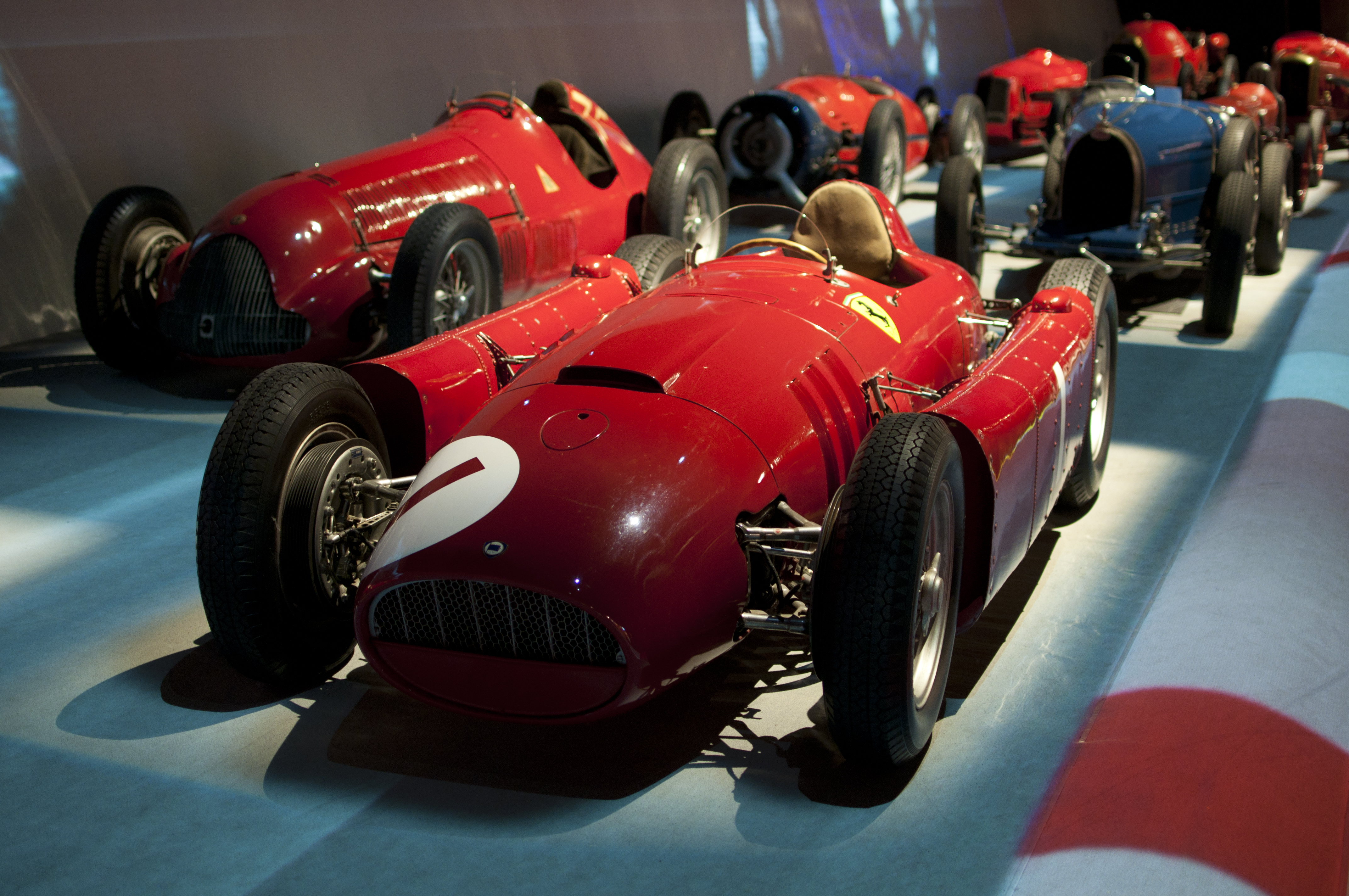
Una della Lancia D50 della Scuderia Ferrari
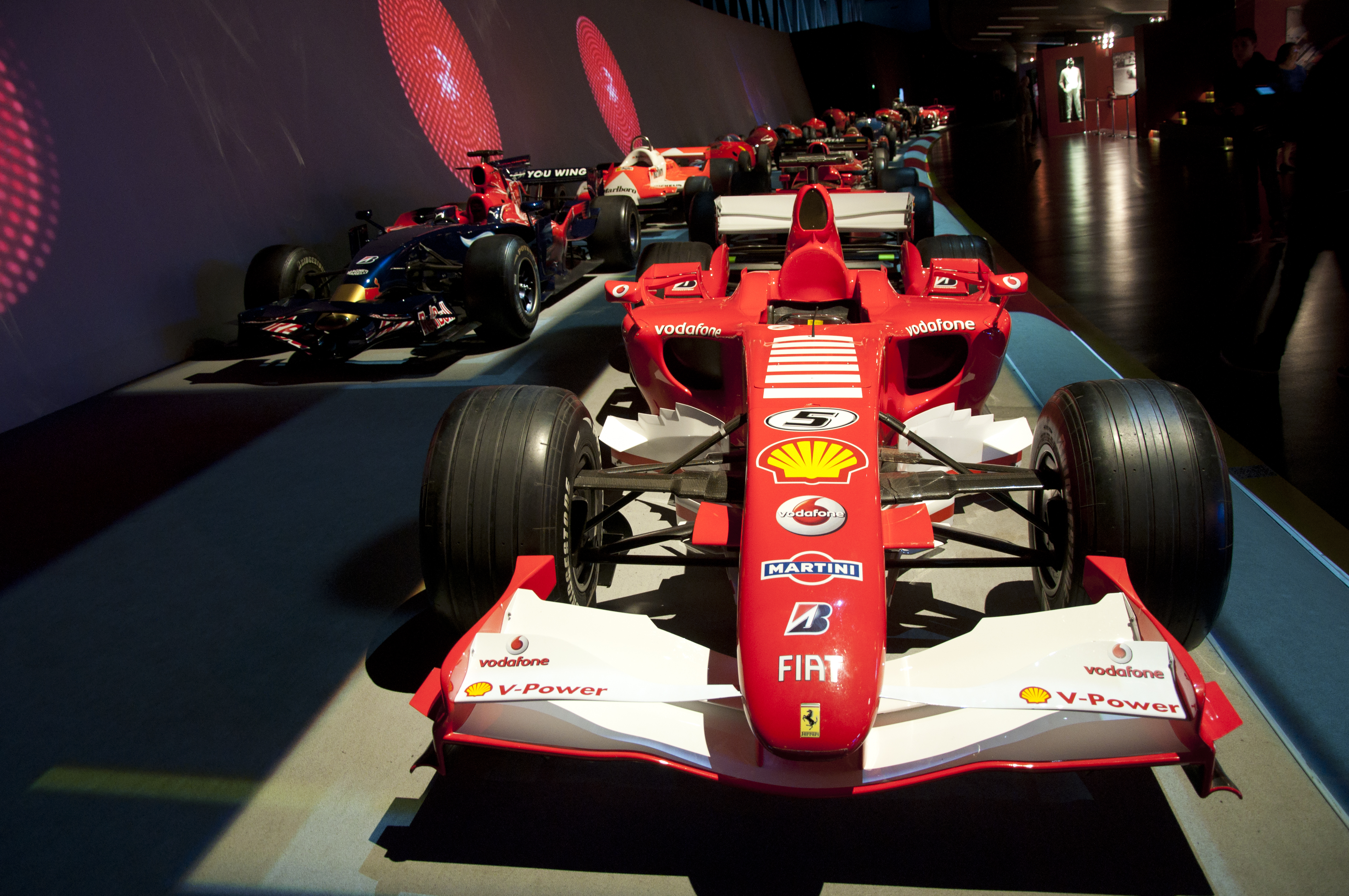
La Ferrari 248 F1 guida la formazione di vetture da competizione del museo

## Altre strutture e servizi

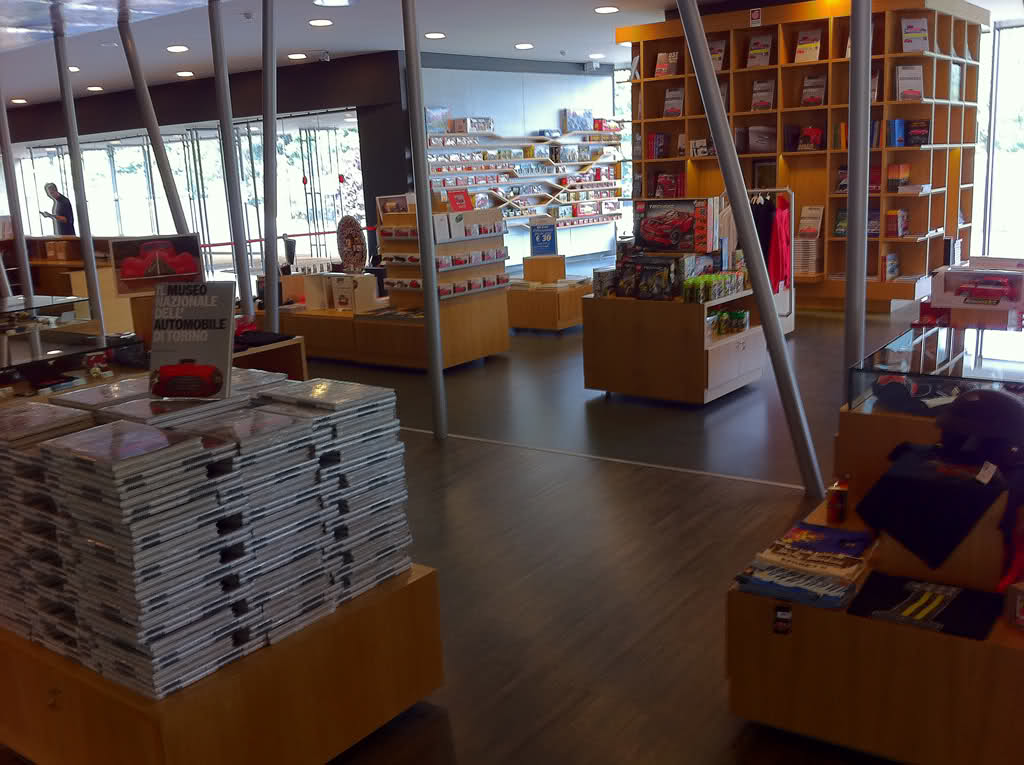
La libreria interna al museo.

L'edificio contiene stanze e servizi prettamente legati al museo e per intrattenere attività complementari. Sono infatti presenti servizi correlati come una libreria, un bar e una sala congressi da 150 posti.

## Il logo
MAUTO è il logo del nuovo Museo dell'AUtomobile di TOrino: è stato realizzato dallo studio In Testa, una società che fa capo al gruppo societario fondato da Armando Testa.

## Riconoscimenti
Il museo riceve il premio IN/ARCH-ANCE 2011 come miglior edificio di nuova costruzione. Inoltre, nel 2013, il quotidiano britannico The Times inserisce il MAUTO nella classifica dei 50 migliori musei del mondo.